# Premio The Other Award
El premio The  Other Award fue un premio literario para literatura infantil y juvenil que, desde 1975 hasta 1987 y de manera anual, otorgaba la asociación británica Children’s Rights Workshop.

## Otorgantes
La asociación Children’s Rights Workshop se formó en 1970 en el Reino Unido con el objetivo de promover una literatura infantil que no fuese ni sexista ni racista. Para ello creó los galardones The Other Award en 1975 y la revista cuatrimestral Children’s Book Bulletin en 1979.

## Características

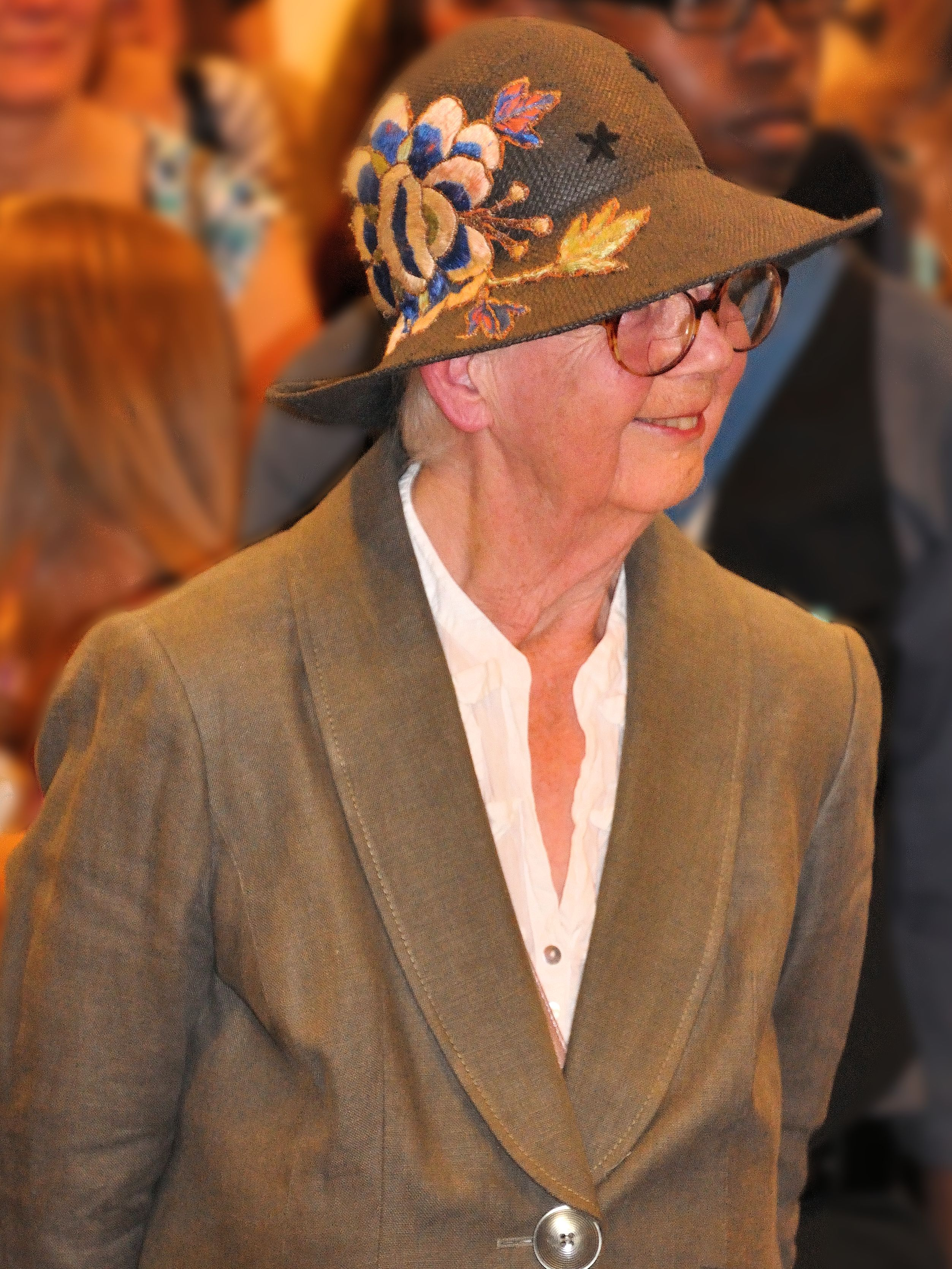
La autora británica Shirley Hughes. Su obra Helpers fue una de las galardonadas en 1976.

El premio surgió como una iniciativa de los autores Rosemay Stones y Andrew Mann. Se concibió «para prestar atención a libros progresistas con mérito literario así como para reconocer a autores e ilustradores que contribuyen a ampliar la experiencia de lectura para la juventud de hoy en día». En su ánimo estaba ser una «alternativa irritante» a los premios tradicionales sobre literatura infantil y juvenil tales como la medalla Carnegie.
Se otorgaba anualmente y se seleccionaban libros que habían sido publicados durante los doce meses anteriores al 30 de junio. Los autores podían ser británicos o extranjeros y se aceptaban libros de texto. No conllevaba ninguna asignación económica ni de otro tipo y el número de obras premiadas en cada edición quedaba a discreción del jurado.
La última entrega del premio se celebró en 1987. Rosemary Stones afirmaba en un artículo que los motivos de su desaparición fueron dos: por un lado, el rechazo de sus fundadores a buscar un patrocinador que proporcionase los fondos necesarios para dar a conocer el galardón entre el público; por otro lado, el convencimiento de las mismas personas de que este reconocimiento no era la mejor manera para promocionar concepciones alternativas de la literatura infantil y juvenil.

## Ganadores
Durante su existencia, este galardón fue concedido a un total de 36 obras:
| Premios The Other Award |                     |                                      |
| Edición                 | Autor/a             | Obra                                 |
| 1975                    | Jean McGibbon       | Hal                                  |
| 1975                    | Susan Price         | Twopence                             |
| 1976                    | Shirley Hughes      | Helpers                              |
| 1976                    | Louise Fitzhugh     | Nobody’s Family Is Going to Change   |
| 1976                    | Bernard Ashley      | The Trouble with Donovan Croft       |
| 1977                    | Farrukh Dhondy      | East End at your Feet                |
| 1977                    | Gene Kemp           | The Turbulent Term of Tyke Tiler     |
| 1978                    | Basil Davidson      | Discovering Africa's Past            |
| 1978                    | Bill Naughton       | The Goalkeeper's Revenge             |
| 1978                    | Mary Waterson       | Gipsy family                         |
| 1978                    | Rosemary Sutcliff   | Song for a Dark Queen                |
| 1979                    | Farrukh Dhondy      | Come to Mecca                        |
| 1979                    | Roger Mills         | A comprehensive education, 1965-1975 |
| 1980                    | Virginia Luling     | Aborigines                           |
| 1980                    | David Rees          | Green Bough of Liberty               |
| 1980                    | Angela Bull         | Machine Breakers                     |
| 1980                    | Allan Ahlberg       | Mrs Plug the plumber                 |
| 1981                    | Ruth Thomson        | Have You Started Yet                 |
| 1981                    | Dorothy Edwards     | A Strong and Willing Girl            |
| 1982                    | Marlene Fanta Shyer | Welcome Home Jellybean               |
| 1982                    | Raymond Briggs      | When the Wind Blows                  |
| 1983                    | Gerard Melia        | Will of Iron                         |
| 1984                    | Robert Swindells    | Brother in the Land                  |
| 1984                    | Vera B. Williams    | A Chair for My Mother                |
| 1984                    | Angela V. John      | Coalmining Women                     |
| 1984                    | James Watson        | Talking in Whispers                  |
| 1984                    | Timothy Ireland     | Who Lies Inside                      |
| 1985                    | Geraldine Kaye      | Comfort Herself                      |
| 1985                    | Beverley Naidoo     | Journey to Jo’Burg                   |
| 1985                    | Elise Dogson        | Motherland                           |
| 1985                    | Sarah Baylis        | Vila: An Adventure Story             |
| 1986                    | Virginia Hamilton   | The People Could Fly                 |
| 1986                    | Martin Waddell      | Starry Night                         |
| 1987                    | Peter C. Heaslip    | Me                                   |
| 1987                    | Sandra Chick        | Push Me, Pull Me                     |
| 1987                    | John Agard          | Say it Again, Granny                 |

## Otra bibliografía utilizada en el artículo
1. Hahn, Daniel (2015). The Oxford Companion to Children's Literature. Oxford University Press. ISBN 978-01-91057-26-7.

- Datos: Q28038515